# سیارک ۸۸۵۶
سیارک ۸۸۵۶ (به انگلیسی: 8856 Celastrus، نامگذاری:1991LH1) هشت هزار و هشتصد و پنجاه و ششمین سیارک کشف شده‌است که در ۶ ژوئن ۱۹۹۱ کشف شد.
قدر مطلق سیارک برابر ۱۴٫۸۰ است.